# Hermann Meyer
Hermann August Heinrich Meyer, född den 11 januari 1871 i Hildburghausen, död den 17 mars 1932 i Leipzig, var en tysk forskningsresande, son till Herrmann Julius Meyer, bror till Hans Meyer.
Meyer företog två längre resor i Brasilien 1895–97 och 1898–1900, vilka han skildrade i Tagebuch meiner Brasilienreise (1897) och Meine reise nach den deutschen Kolonien in Rio Grande do Sul (1899). För att understödja de tyska utvandrarna i Brasilien och vidmakthålla deras tyskhet grundlade Meyer kolonier där, för vilka han bekostade kyrkor och skolor med mera. År 1903 inträdde han i förlagsfirman.